# Giovanni Poggi
Giovanni Poggi (* 11. Februar 1880 in Florenz; † 27. März 1961 ebenda) war ein italienischer Kunsthistoriker und Direktor Florentiner Museen.

## Leben
Giovanni Poggi studierte am Instituto di Studi Superiori di Firenze und erlangte im Jahr 1902 seinen Abschluss (Laurea). Er trat in den Dienst der italienischen Kulturverwaltung ein und wurde zunächst Mitarbeiter an den Uffizien in Florenz unter dem Direktor Corrado Ricci. Im Januar 1907 übernahm er die Leitung des Museo Nazionale del Bargello in Florenz. Zum 1. Dezember 1910 wurde er Leiter der Denkmalschutzbehörde (Soprintendente) für die Provinzen Florenz, Lucca, Massa, Livorno, Arezzo und Pisa.

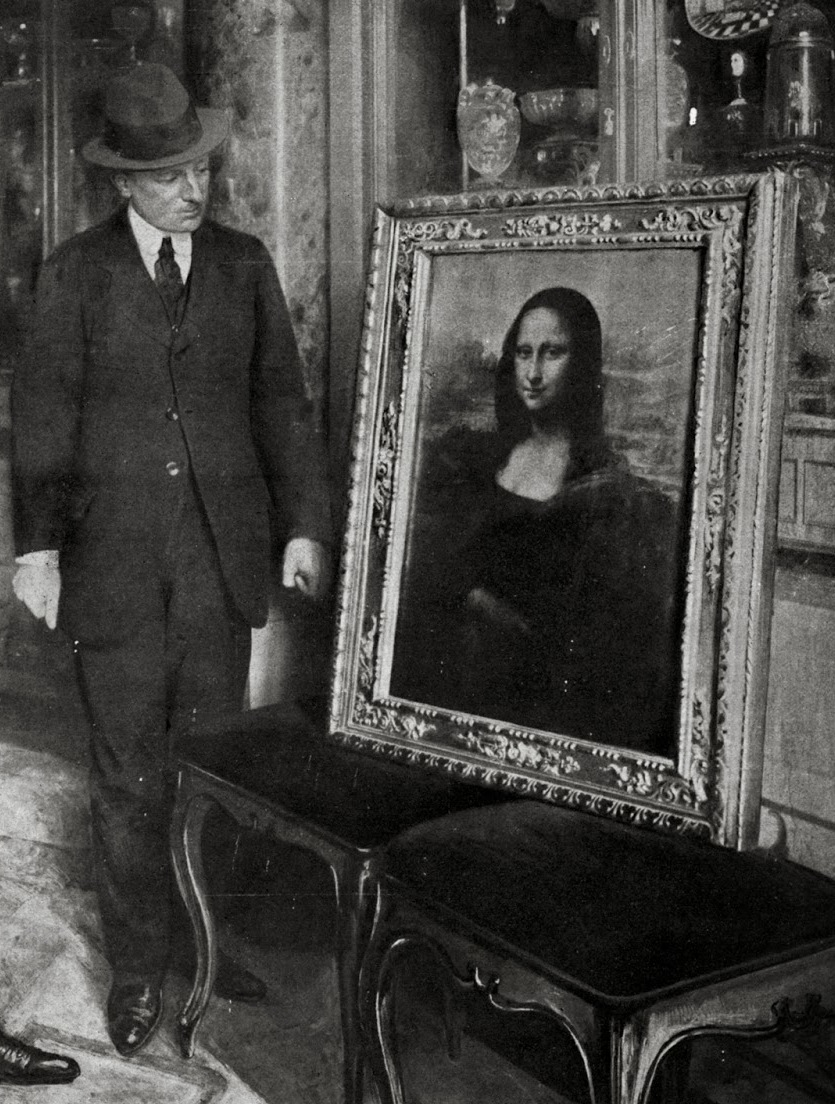
Dezember 1913 in den Uffizien: Giovanni Poggi inspiziert die Mona Lisa

Als Vincenzo Peruggia die Mona Lisa aus dem Louvre gestohlen hatte, half Poggi Ende 1913 gemeinsam mit dem Florentiner Kunsthändler Alfredo Geri bei der Rückgabe des Kunstwerks an die französischen Besitzer.
1912 wurde er zusätzlich zu seinen bisherigen Aufgaben zum Direktor der Uffizien ernannt. Er reorganisierte und reformierte die Verwaltung der Museen in Florenz. Er richtete eine Galleria d’arte moderna ein, die zunächst 1913 ihren Sitz bei der Galleria dell’Accademia erhielt, 1924 dann in den Palazzo Pitti verlegt wurde. 1919 begründete er das Museo degli Argenti. 1925 erhielt er die Oberaufsicht über die Kunstmuseen in der Toskana (Soprintendente all'Arte medievale e moderna per la Toscana). Während des Zweiten Weltkriegs war er für den Schutz und die teilweise Auslagerung der Bestände der Florentiner Museen verantwortlich. 1945 stimmte er sich mit den amerikanischen Kunstschutzoffizieren, den sogenannten Monuments Men, über deren Rückkehr ab. 1949 ging Poggi in den Ruhestand.
Poggi sah das Studium der Kunstgeschichte anhand von in Archiven auffindbaren Quellen stets als seine wissenschaftliche Hauptaufgabe, unabhängig von seiner starken Belastung durch administrative Aufgaben. Besonders verdient als Wissenschaftler machte er sich bei der Herausgabe der Briefe von Michelangelo. Ab 1918 leitete er die Arbeit einer Gruppe von Forschern zu diesem Thema. Der erste Band erschien posthum erst 1965.

## Schriften (Auswahl)
- Catalogo del Museo dell'Opera del Duomo. Nuova edizione ampliata ed arricchita di documenti. Barbera, Florenz 1904.
- Il Duomo di Firenze. Documenti sulla decorazione della chiesa e del campanile tratti dall’archivio dell’Opera. Berlin 1909.
- Mostra del Cinquecento toscano in Palazzo Strozzi. Florenz 1940.
- Il carteggio di Michelangelo. Edizione postuma di Giovanni Poggi, hrsg. von Paola Barocchi und Renzo Ristori. 5 Bände, Sansoni, Florenz 1965–1983.